# Витарка-вихара
В буддизме витарка (санскрит (वितर्क); пали: vitakka; тибет.: རྟོག་པ།, Вайли: rtog pa, THL: tokpa), «прикладная мысль, (первоначальный) запрос», и вихара (санскрит (विचार) и пали; тибет.: དཔྱོད་པ།, Вайли: dpyod pa, THL: chöpa), «исследование того, что было сосредоточено на vitakka», являются качествами или элементами первой дхаяны или джханы.
В палийском каноне витакка-вихара образует одно выражение, которое относится к направлению мысли или внимания на объект (витарка) и его исследование (вихара), разложение его на функциональные компоненты», чтобы понять его [и] различить множество обуславливающих факторов, вовлечённых в феноменальное событие.
Более поздняя традиция комментариев Тхеравады, представленная Висуддхимаггой Буддхагхоши, интерпретирует витарку и вихару как начальное и устойчивое приложение внимания к объекту медитации, достигающее кульминации в успокоении ума. Согласно Фоксу и Бакнеллу, витарка-вихара может также относиться к «нормальному процессу дискурсивного мышления», который успокаивается посредством погружения во вторую джхану.

## Этимология
Витарка (санскрит: वितर्क) — «мысли», «прикладная мысль», «прикладное внимание», «исследование», «первоначальное исследование», «первоначальное умственное приложение или первоначальное интеллектуальное исследовательское намерение». Его корни:
- वि ви, приставка к глаголам и существительным, которые он выражает;
- तर्क тарка, «рассуждение, исследование»[16].

Витарка может относиться к умственной деятельности, проявляющейся как в нормальном сознании, так и на первой стадии дхьяны. Согласно Бусвелю и Лопесу, в целом это означает «мысль», «прикладная мысль» или «отвлечённые мысли». Согласно бхикшу Бодхи, «в суттах слово виттака часто используется в широком значении мысли, но в Абхидхамме оно используется в точном техническом смысле для обозначения ментального фактора, который поднимает ум или направляет его к объекту».
Вихара (санскрит: विचार) — «исследование», «последующее дискурсивное рассуждение и размышление, то есть исследование того, на чём была сосредоточена витакка». Его корни:
- वि vi, приставка к глаголам и существительным, которые он выражает;
- चर् car, передвигаться, бродить, получать знания[17].

Витарка исследует вещи грубо, а вихара исследует вещи точно. Согласно Дэну Лустхаусу, это

## Ментальные факторы в медитации
Витарка и вихара — это два ментальных фактора (четасика), присутствующих во время первой дхьяны (пали: джхана) и отсутствующих в более высоких джханах. Согласно Шенкману, «предполагаются два различных значения […] одно указывает на умственную деятельность, такую как мышление, размышление и т. д., а другое относится к умственной деятельности по соединению и поддержанию внимания на объект медитации».

### Исследование
Согласно Дэну Ластхаусу, витарка-вихара — это аналитическое исследование, форма праджни. Это «включает сосредоточение внимания на [чём-то], а затем разбиение этого на функциональные компоненты», чтобы понять это, «различение множества обуславливающих факторов, причастных к феноменальному событию».
Согласно Полаку, в Палийском каноне витарка и вихара в основном связаны с размышлениями о чувственных впечатлениях, которые порождают дальнейшие эгоистические мысли и действия. Успокоение этого мышления соответствует буддийской практике отстранения от чувств и правильного усилия, кульминацией которой является невозмутимость и внимательность в практике дхьяны.
Ульрих Тимме Краг объясняет витарку (проницательность) и вихара (дискурсивность), как они понимаются в Йогачарабхуми-Шастре, таким образом: проницательность — это «познавательная операция, которая отвечает за установление того, что воспринимается органами чувств, путём первоначального присвоения этому имени», в то время как дискурсивность — это «последующая концептуальная операция по решению, желателен ли воспринимаемый чувственный объект и какой образ действий можно предпринять по отношению к нему».
Согласно Чайсену, «Самадхи с общим рассмотрением и конкретным углубленным исследованием означает избавление от недобродетельных дхарм, таких как жадное желание и ненависть, пребывать в радости и удовольствии, вызванных невозникновением, и войти в первую медитацию и полностью пребывать в состоянии покоя в этом».

### Комментаторская традиция
Согласно Стюарту-Фоксу, Абхидхамма отделила витарку от вихара, а экаггата (однонаправленность) была добавлена к описанию первой джханы, чтобы дать равное количество пяти препятствий и пяти противоядий. Традиция комментариев рассматривает качества первой джханы как противоядия от пяти помех, и экаггата, возможно, была добавлена к первой джхане, чтобы дать ровно пять противоядий от пяти помех.
Первоначально просто относившиеся к мысли, которая присутствует в начале дхьяны, термины витарка и вихара были переосмыслены развивающейся Абхидхармой и комментаторской традицией. В тхераваде витарка является одним из ментальных факторов, постигающих качество объекта. Это «начальное приложение внимания» или ума к его объекту, в то время как вихара — это постоянное приложение ума к объекту. Витарка рассматривается в традиции Тхеравады как противоядие от тина-миддхи (лени и апатии), одного из пяти препятствий.

### Нормальный процесс дискурсивного мышления
По словам Родерика С. Бакнелла, «витакка-вихара, фактор, который особенно характеризует первую джхану, вероятно, является не чем иным, как нормальным процессом дискурсивного мышления, знакомым, но обычно незамечаемым потоком ментальных образов и вербализации».
Мартин Стюарт-Фокс объясняет, ссылаясь на Риса Дэвидса и Стеде, что когда витарка-вихара упоминаются в тандеме, они представляют собой одно выражение, «охватывающее все разновидности мышления, включая устойчивое и сосредоточенное мышление. Именно в этом включающем смысле мысли медитатор подавляет посредством концентрации, когда он достигает единства ума и, таким образом, переходит от первой ко второй джхане».

### Йогачара
Термин «манас» в йогачаре означает как «намеренность» или «эгоцентричное мышление», так и «различающее мышление» (викальпа). Процесс медитации направлен на «не-мышление», останавливая оба этих познавательных процесса.

## Витарка Мудра
Витарка мудра, «мудра обсуждения», выражает витарку, соединяя вместе кончики большого и указательного пальцев, а остальные пальцы держит прямыми. Эта мудра имеет множество вариантов в буддизме Махаяны и также известна как IAST: Prajñāliṅganabhinaya и Вьякхьяна мудра («мудра объяснения»).

## Заметки
1. ↑  Стюарт-Фокс далее отмечает, что витарка, будучи дискурсивным мышлением, мало что может сделать в качестве противоядия от лени и апатии, отражая несоответствия, внесенные схоластикой[25].
2. ↑  Бакнелл относится к:
* Мартин Стюарт-Фокс, «Джхана и буддийская схоластика», Журнал Международной ассоциации буддийских исследований 12.2 (1989): 79-110
* Пол Гриффитс, «Буддийская джхана: критическое исследование», Религия 13 (1983): 55-68.
См. также Bhante Sujato, Почему витакка не означает «мышление» в джхане